# Jan de Vos II
Jan de Vos II, ook bekend als Johannes de Vos II (circa 1615-1693) was een kladschilder en kunstschilder in de Nederlandse stad Leiden. 

## Leven
Jan de Vos II werd omstreeks 1615 geboren als zoon van Jan de Vos I en Jannetgen den Droghe. Jan de Vos III stamt uit het tweede huwelijk van hun vader met Marytge Jacquemijns. Jan de Vos II en III waren dus halfbroers. Jan de Vos II is zelf ook tweemaal getrouwd geweest: eerst met Aeltgen Adams Treurniet te Leiden op 1 september 1639 en daarna met Trijntje Cors van der Mij, ook te Leiden, op 15 januari 1683.
Gelijktijdig met zijn vader trad Jan de Vos II in 1648 toe tot het Sint Lucasgilde, beide in de hoedanigheid van kladschilder. Ter onderscheid werden ze aangeduid als de oude en de jonghe. Nadat zijn vader in 1663 en 1664 namens de kladschilders tot hoofdman van het gilde was gekozen, vervulde Jan de Vos II die functie in 1665 en 1666, waarna hij deken van de grote quast werd. 
Tot 1670 ondertekende hij als Johannes de Vos de Jonghe; daarna als Johannes de Vos van Vossenburgh. Waarschijnlijk was zijn vader toen inmiddels overleden. Behalve zijn handtekening gebruikte hij ook vaak een afbeelding van een vosje als signatuur.
Toen Jan de Vos II voor de eerste keer trouwde woonde hij nog in bij zijn vader aan de Achtergracht. Daarna woonde hij met zijn gezin – hij kreeg in het eerste huwelijk ten minste vier kinderen – aan de Middelweg, tot hij in 1651 een huis kocht aan de Koppenhinksteeg. Uit de huwelijkse voorwaarden bij zijn tweede huwelijk blijkt dat Jan de Vos II zeer succesvol moet zijn geweest. Hij was op dat moment eigenaar van 19 huizen, een grafstede (familiegraf) en een speeltuin (Burgers die zomers de stank van de stad wilden ontvluchten kochten vaak een 'speeltuin' of 'lusthof' buiten de stad. De echte rijken lieten zelfs een buitenplaats bouwen) buiten de Zijlpoort. Ook bezat hij meer dan honderd schilderijen, waaronder elf portretten van zijn familie.
Trijntje Cors van der Mij overleed in januari 1691. Jan de Vos II in de week van 7 tot 14 november 1693.

## Verwarring rond vier Leidse Schilders
In Leiden waren gedurende het tweede en derde kwart van de 17e eeuw ten minste vier schilders actief met de naam Jan of Johannes de Vos. Door Abraham Bredius (1855-1946) werd daarom in zijn werk Künstler-Inventare een onderscheid aangebracht tussen Jan de Vos I, II, III en IV. De eerste drie zijn afkomstig uit dezelfde kinderrijke familie, respectievelijk de vader en twee van zijn zoons, halfbroers, want van verschillende moeders. Kunstschilder Jan de Vos IV is van hen waarschijnlijk geen familie. Bredius zou volgens een latere studie van C. Willemijn Fock en R.E.O. Ekkart Johannes de Vos, Verwarring rond vier Leidse Schilders niet geheel foutloos zijn geweest in zijn onderscheid van en de toerekening van schilderwerken aan de verschillende schilders met de naam Jan de Vos. Belangrijkste verschil is de constatering dat Jan de Vos I nooit een kunstschilder is geweest, in tegenstelling tot zijn zoon Jan de Vos II, die zich juist ontwikkeld zou hebben van kladschilder  tot kunstschilder. Jan de Vos II zou onder meer de schilder van verschillende landschappen zijn geweest, waaronder het dus ten onrechte aan zijn vader toegeschreven Gezicht op Delft vanaf de Vliet vanuit het noorden. Jan de Vos IV zou zich op zijn beurt juist als portretschilder hebben onderscheiden.  

## Werken
Niet alleen Gezicht op Delft vanaf de Vliet vanuit het noorden, maar ook enkele andere landschappen die zich bevinden in musea te Stockholm (met een zicht op de stad Keulen) en Düsseldorf (een duinlandschap) zouden ten onrechte niet aan Jan de Vos II maar aan zijn vader zijn toegeschreven.

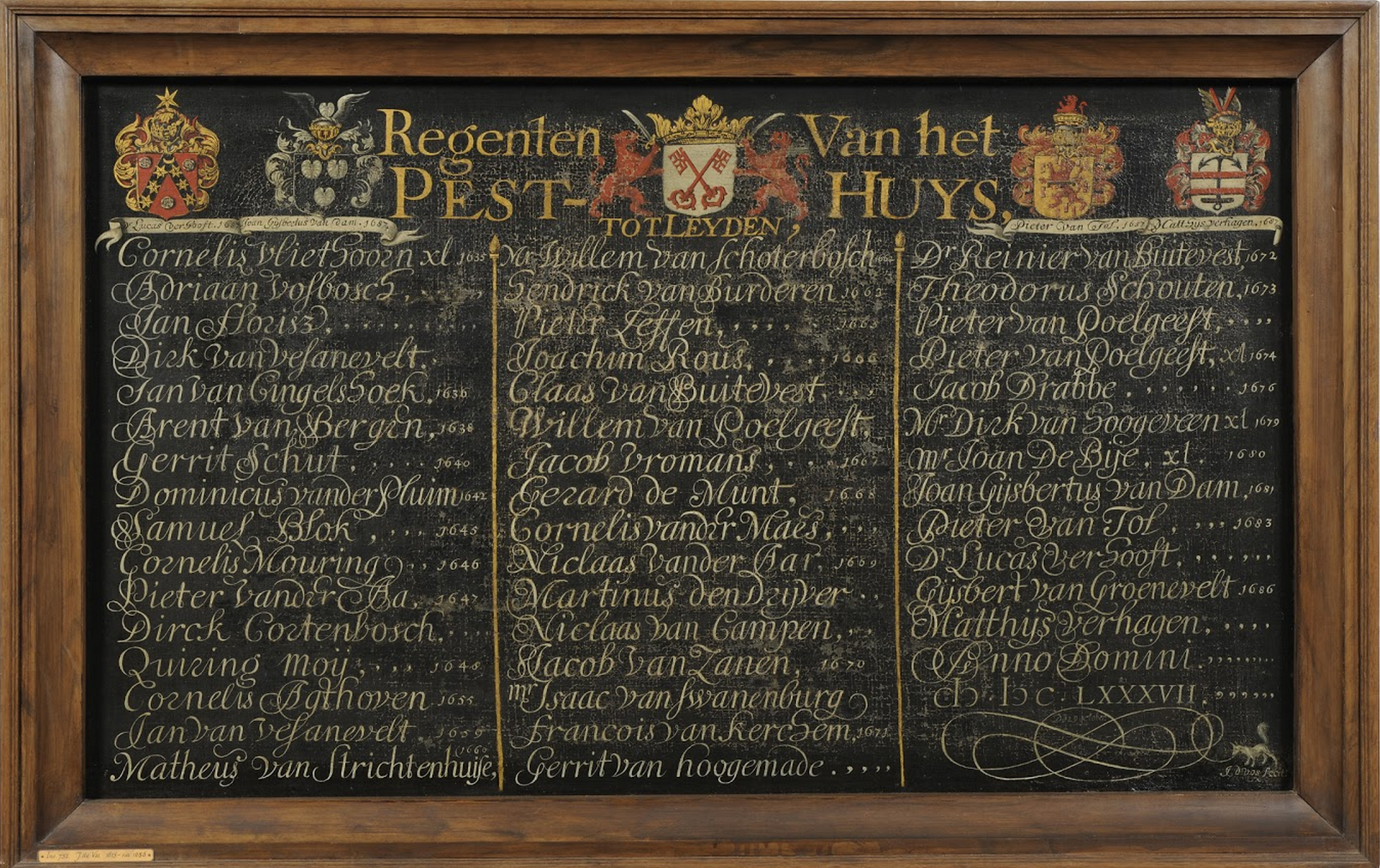
Naamlijst van regenten van het Pesthuis te Leiden
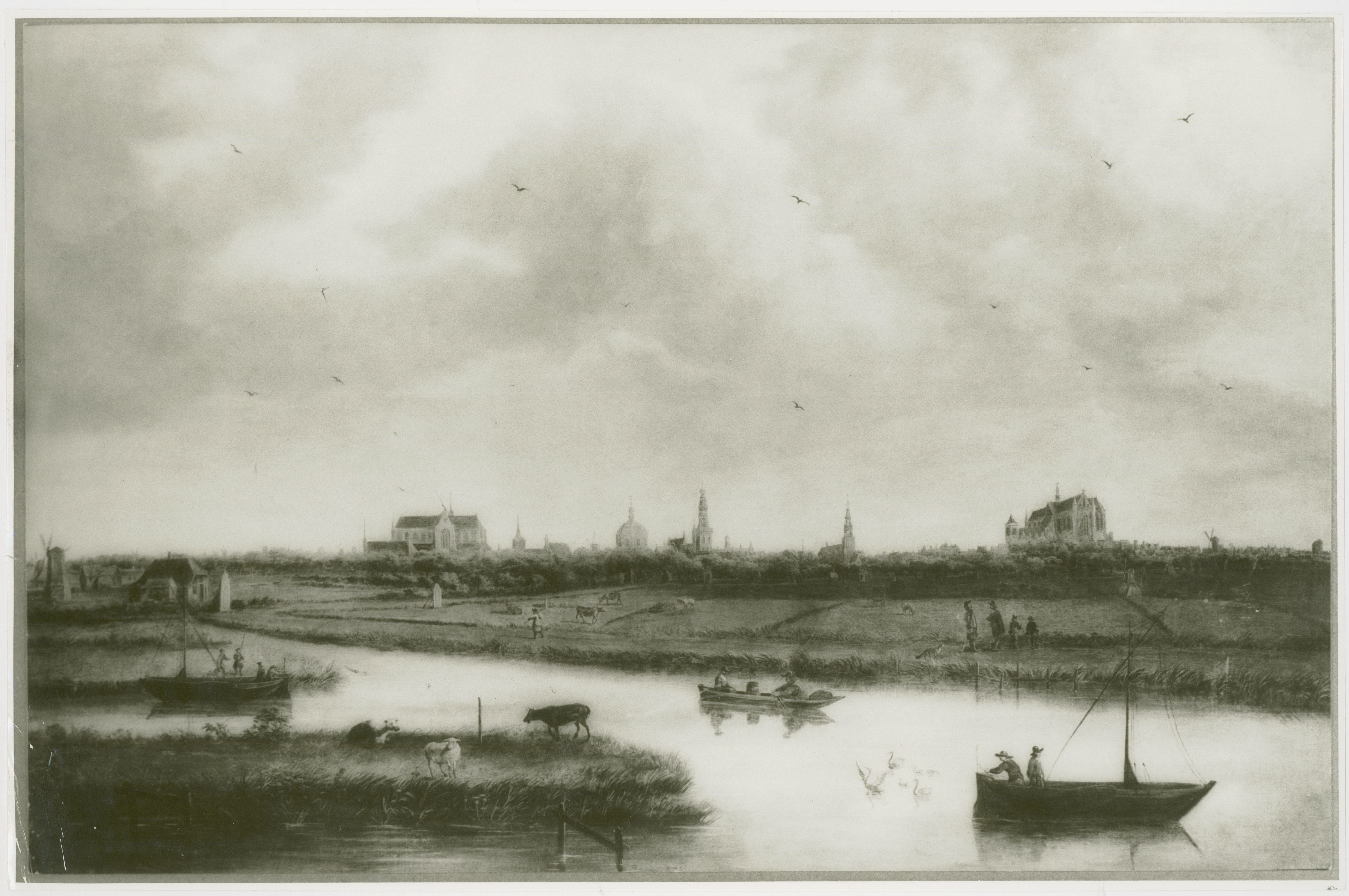
Profiel van Leiden gezien vanuit het zuiden (zwart-witfoto van schilderij)
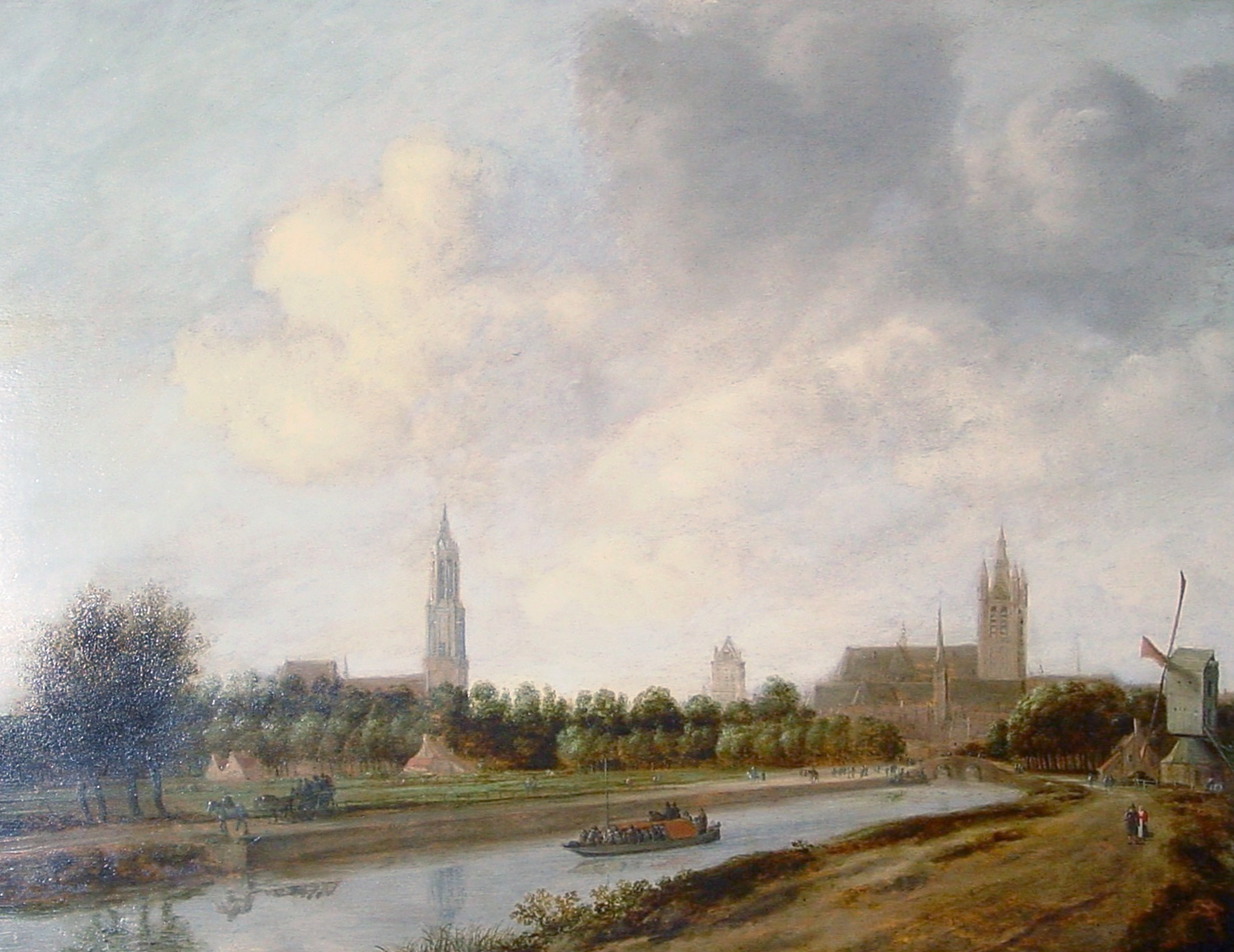
Het oorspronkelijk aan Jan de Vos I toegeschreven Gezicht op Delft vanaf de Vliet vanuit het noorden is waarschijnlijk van de hand van Jan de Vos II

- Biografisch Portaal: 74826711
- RKD-Nederlands Instituut voor Kunstgeschiedenis: 81906
- Union List of Artist Names: 500024178
- Virtual International Authority File: 95830468